# Gärestad
Gärestad är en by i Edestads socken i Ronneby kommun i Blekinge län belägen strax öster om Ronneby. Från 2015 avgränsar SCB här en småort.

## Namnet
Namnet Gärestad bör vid tolkningen delas upp av förleden Gär(e) och efterleden -stad (-sta ). Det kan nämnas att orter som har efterleden sta är kända från tiden kring Kristi födelse och fram till vikingatiden. Förleden är fri för tolkning, kan vara namnet på en av de första boende eller kanske till och med bara har betydelsen gärde. Då stavningen enligt det sena 1500-talets Lunds Stifts Landebok skall ha varit "Jerrle-" ligger det dock nära till hands att tolka ortnamnets innebörd som liktydigt med den hos Järrestad på Österlen, det vill säga "Jarlens plats". Inom byn har man bland annat  hittat stenyxor från den neolitika delen av stenåldern. Det finns stora gravrösen från bronsåldern och gravlämningar från vikingatiden, så det råder det inga tvivel om att bygden har varit bebodd länge.

## Historia

### Gravrösen
På var sida om E22 finns några av de största gravrösena från äldre bronsåldern i Blekinge. Norr om, och dolt från, vägen ligger ett röse på Målarberget som är 4 meter högt och omkring 25 meter i diameter. Något längre österut och söder om, och väl synligt från, vägen ligger gravröset vid Hamrabackarna som är 4 meter högt och cirka 25 meter i diameter. På platsen finns även två stensättningar. Det höga och över omgivningen dominerande läget är typiskt för dessa storrösen. Det har funnits 14 stora gravrösen i Gärestad, varav 2 är undersökta och borttagna. 

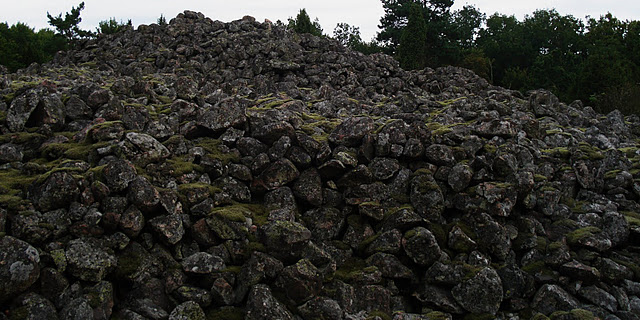
Gravröse på Målarberget

### Silverskatten
År 1889 gjordes ett fynd av en större silverskatt i en åker nära den äldre bykärnan av Gärestad by. Den bestod av mer än 1000 mynt; tyska, arabiska, engelska, danska och svenska. Där fanns även armband, silvertackor, delar av en halsring samt enstaka skärvor från ett förvaringskärl av så kallad Östersjökeramik. Skatten vägde drygt 2 kg och grävdes ned runt vikingatidens slut, cirka år 1060. Skatten förvaras i dag på Historiska Museet i Stockholm, dock ej för visning.

### Ronneby blodbad
I september 1564 trängde Erik XIV in i Blekinge mot Ronneby med 5 500 man fotfolk och 2 400 ryttare. Svenskarna mötte ett förbittrat motstånd från bönderna. Det berättas att de soldater som kom efter under marschen höggs ned och hängdes upp i träden. Som straff för det beordrade Erik XIV 160 ryttare och ett hundratal bösseskyttar att bränna och plundra på ömse sidor om härens väg mot Ronneby. Gärestad låg mitt i härens väg mot Ronneby så man kan förmoda att byn utplånades. Den 4 september inträffade stormningen av staden Ronneby, som har gått till historien under benämningen Ronneby blodbad.

### Enskifte
Under 1820-talets senare hälft genomfördes enskifte i byn, vilket innebar att landskapet ändrade form, byn som tidigare var uppdelad i två bykärnor blev mindre koncentrerad men fortfarande kunde man urskilja de ursprungliga bykärnorna. Fyra gårdar flyttades ut på ägorna och ägorna blev mer sammanslagna till större enheter. I samband med skiftet ändrade man också delar av vägsträckningen, några åkervägar behövdes inte längre och nya tillkom för att nå enheter längre bort.